# Галеано, Леонель
Леонель Галеано (исп. Leonel Galeano; 2 августа 1991, Мирамар, провинция Буэнос-Айрес) — аргентинский футболист, защитник клуба «Мельгар».

## Биография
Леонель Галеано родился в городе Мирамар на юго-востоке провинции Буэнос-Айрес. В 18 лет дебютировал за основной состав воспитавшего его клуба «Индепендьенте» из Авельянеды. Это произошло 21 августа 2009 года в игре Апертуры против клуба «Ньюэллс Олд Бойз» (домашнее поражение 0:1). Америко Гальего был удовлетворён игрой Галеано и впоследствии он ставил молодого защитника во всех оставшихся матчах Примеры. В своём первом чемпионате Леонель сыграл в 18 из матчей, в которых отметился двумя забитыми голами — в ворота «Чакариты Хуниорс» (1:1) и «Уракана» (2:0).
11 февраля 2010 года Леонель Галеано дебютировал в основном составе сборной Аргентины. Диего Марадона выпустил Галеано на замену Николасу Гайтану на 54-й минуте товарищеского матча против сборной Ямайки (2:1). Аргентина после первого тайма проигрывала гостям, но во втором тайме сумела вырвать победу за счёт двух безответных мячей Мартина Палермо и Игнасио Кануто. В Клаусуре Галеано сыграл 16 матчей.
Вторая половина 2010 года сложилась для «Индепендьенте» неоднозначно. В чемпионате Апертуры 2010 «Индепендьенте» выступил крайне неудачно, заняв последнее, 20-е место (благодаря особой аргентинской системе обмена между лигами это не угрожает месту «Индепендьенте» в Примере). Но клуб решил сделать ставку на выступлении в Южноамериканском кубке, втором по значимости турнире континента. Галеано был твёрдым игроком основного состава в этой кампании. Он провёл 10 матчей в турнире, и сумел отметиться одним забитым голом. 27 августа Леонель забил единственный гол в матче против «Архентинос Хуниорс». В ответной игре «Индепендьенте» сыграл вничью и прошёл в следующую стадию турнира. Затем команда вышла в финал, где вначале проиграла бразильскому «Гоясу» 0:2 (Галеано провёл весь матч), а дома сумел выиграть со счётом 3:1 (в этой игре Галеано остался в заявке, но на поле не выходил). Победитель определялся в серии послематчевых пенальти, в которых более точными были аргентинские игроки. Это был первый международный трофей для клуба за 15 лет.
В сезоне 2013/14 Галеано выступал за испанский «Райо Вальекано», однако играл не часто, проведя лишь семь матчей в Ла Лиге. В 2015 году вернулся на родину, став игроком «Годой-Круса». В сезоне 2017/18 помог своей команде занять второе место в чемпионате Аргентины. Затем два года выступал за «Альдосиви».
В 2020 году переехал в Чили, подписав контракт с «Курико Унидо». С 2022 года играет за перуанский «Мельгар». Помог своей команде дойти до полуфинала Южноамериканского кубка.
В январе-феврале 2011 года Леонель Галеано принял участие в молодёжном чемпионате Южной Америки, в котором сборная Аргентины (для футболистов не старше 20 лет) заняла третье место. В Кубке Либертадорес 2011 Галеано провёл все 6 матчей группового турнира, но клуб занял лишь третье место в группе 8 и не сумел выйти в 1/8 финала.

## Статистика выступлений
| Турнир                      | Клуб          | Игры | Голы |
| Апертура 2009               | Индепендьенте | 18   | 2    |
| Клаусура 2010               | Индепендьенте | 16   | 0    |
| Южноамериканский кубок 2010 | Индепендьенте | 10   | 1    |
| Апертура 2010               | Индепендьенте | 13   | 2    |
| Клаусура 2011               | Индепендьенте | 7    | 0    |
| Кубок Либертадорес 2011     | Индепендьенте | 5    | 0    |
| Апертура 2011               | Индепендьенте | 4    | 0    |
| Клаусура 2012               | Индепендьенте | 12   | 0    |
| Кубок Аргентины 2011/12     | Индепендьенте | 2    | 0    |
|                             | Всего         | 103  | 5    |

## Титулы
- Вице-чемпион Аргентины (1): 2017/18
- Обладатель Южноамериканского кубка (1): 2010